# Nedre Mellansjön
Nedre Mellansjön är en sjö i Bollnäs kommun och Ockelbo kommun i Gästrikland och ingår i Testeboåns huvudavrinningsområde. Sjön har en area på 0,216 kvadratkilometer och ligger 272,1 meter över havet.

## Delavrinningsområde
Nedre Mellansjön ingår i det delavrinningsområde (676823-154015) som SMHI kallar för Ovan Mörttjärnsbäcken. Medelhöjden är 247 meter över havet och ytan är 16,6 kvadratkilometer. Räknas de 4 avrinningsområdena uppströms in blir den ackumulerade arean 33,99 kvadratkilometer. Moån som avvattnar avrinningsområdet har biflödesordning 2, vilket innebär att vattnet flödar genom totalt 2 vattendrag innan det når havet efter 60 kilometer. Avrinningsområdet består mestadels av skog (82 procent). Avrinningsområdet har 0,3 kvadratkilometer vattenytor vilket ger det en sjöprocent på 1,8 procent.